# Michèle Bennett
Michèle Bennett (sinh ngày 15 Tháng 1 1950)  là cựu Đệ nhất phu nhân của Haiti và vợ cũ của cựu Tổng thống Haiti, Jean-Claude Duvalier. Họ trốn sang Pháp cùng nhau khi ông từ chức năm 1986; họ ly dị năm 1990.

## Thơ ấu
Michèle Bennett sinh ra ở Port‑au‑Prince, Haiti, năm 1950, là con gái của Aurore và Ernest Bennett, một doanh nhân người Haiti và là hậu duệ của King Henry I của Haiti. Cha bà sở hữu hơn 50.000 mẫu Anh (20.000 ha) đất đai, trồng chủ yếu là cà phê và sử dụng 1.600 công nhân bất động sản cùng với hơn 900 người trong công việc kinh doanh của mình. Chú của bà là Đức Tổng Giám mục Công giáo La Mã của Haiti, Đức ông François‑Wolff Ligondé. Bennetts là con lai da trắng (thuộc chủng tộc hỗn hợp) từ một quốc gia phần lớn là người da đen.
Năm 15 tuổi, Bennett chuyển đến New York, nơi bà được giáo dục tại trường St. Mary's ở Peekkill. Bà tiếp tục làm thư ký tại một công ty dép ở Khu may mặc của thành phố New York. Năm 1973, bà kết hôn với Alix Pasquet, Jr., con trai của Đại úy Alix Pasquet, một sĩ quan mulatto nổi tiếng và Tuskegee Airman, người năm 1958 đã lãnh đạo một cuộc đảo chính chống lại François Duvalier. Với Pasquet bà có hai đứa con, Alix III và Sacha. Sau khi ly hôn năm 1978 với Pasquet, bà đã có một làm nghề quan hệ công chúng cho Habitation LeClerc, một khách sạn cao cấp ở Port‑au‑Prince.

## Đệ nhất phu nhân
Những lời buộc tội hoặc liên quan đến tham nhũng đã làm đổ vỡ cuộc hôn nhân của Duvalier và Bennett. Cha của Michèle, Ernest Bennett, đã tận dụng mối quan hệ tổng thống của mình để mở rộng lợi ích cho các doanh nghiệp của mình, từ đại lý BMW, đến các mối quan tâm xuất khẩu cà phê và ca cao, đến Air Haiti, nơi máy bay Bennett bị đồn là vận chuyển ma túy. Năm 1982, Frantz Bennett, anh trai của Michèle, bị bắt ở Puerto Rico vì buôn bán ma túy, và bắt đầu án tù ba năm.
Gia đình của Michèle Duvalier đã tích lũy của cải trong thời kỳ sau của chế độ độc tài Jean‑Claude. Đến cuối năm mười lăm năm trị vì, Duvalier và vợ đã trở nên nổi tiếng vì tham nhũng. Cung điện quốc gia trở thành bối cảnh của những bữa tiệc hóa trang sang trọng, nơi Tổng thống trẻ từng xuất hiện với tư cách là một vị vua Thổ Nhĩ Kỳ để lấy ra mười nghìn viên ngọc quý như giải thưởng xổ số.
Trong chuyến thăm Haiti năm 1983, Pope John Paul II tuyên bố rằng mọi thứ phải thay đổi ở Haiti, và ông kêu gọi tất cả những người có quyền lực, giàu có và tri thức để họ có thể hiểu trách nhiệm nghiêm túc và cấp bách các anh chị em". Cuộc nổi dậy chống lại chế độ phổ biến bắt đầu ngay sau đó. Duvalier đáp lại với việc giảm 10% giá lương thực chính, đóng cửa các đài phát thanh độc lập, cải tổ nội các và đàn áp các đơn vị cảnh sát và quân đội, nhưng những động thái này đã không làm giảm đà của cuộc nổi dậy đang lan rộng. Vợ và các cố vấn của Jean‑Claude kêu gọi ông hãy dập tắt cuộc nổi loạn để tiếp tục tại vị. Để đối phó với việc mở rộng sự phản đối đối với 28 năm cai trị của Duvalier, vào ngày 7 tháng 2 năm 1986, Duvaliers đã trốn khỏi đất nước bạo loạn trong một chiếc máy bay Mỹ cùng với 19 người khác.